# わてら陽気なオバタリアン
『わてら陽気なオバタリアン』（わてらようきなオバタリアン）は、フジテレビのゴールデンタイムスペシャル枠（『火曜ワイドスペシャル』など）で1989年から放送された番組。

## 概要
中年女性エキストラ女優を仕掛け人とした一般人向けのドッキリやイタズラ、タレントである大泉滉・道子夫妻らが演じるショートコント風のVTRが中心であった。番組後期になると「大阪オバタリアン」（いわゆる大阪のおばちゃん）を特集し飴を持ち歩く、まける文化を紹介するコーナーも組まれた。
後に男女公平への配慮から「オジタリアンの逆襲」（1989年4月よりTBSラジオで日曜AM4:30 - 5:00に放送された難波弘之の番組「スーパーポップス」内のコーナー「オジタリアンの逆襲」とは無関係）という中年男性を風刺する番組を放送したこともある。
また当番組の姉妹番組で『いたずらスペシャル!!天下無敵のチビタリアン』と言う番組をフジで放送していたことがある。
現在ウェブ上では1996年頃までの放映記録をたどることができる。

## 番組名について
もともと「オバタリアン」という言葉は堀田かつひこの4コマ漫画の題名だが、無神経なおばさんという意味の言葉として独立し、1989年に流行語となった。
本番組は番組名こそ「オバタリアン」を冠しているものの、堀田かつひこの漫画とは直接的な関係はない。ただし、エンドロールには名前がクレジットされている。

## 出演
- 桂枝曾丸
- 安達元一
- 大泉滉（夫妻で出演）

ほか

## スタッフ
- 企画：宅間秋史
- 原案：堀田かつひこ
- 構成：蓬耕作、近藤博幸、米澤秀樹
- 広報：池田知樹
- 技術協力：ニユーテレス、共同テレビジョン、芝公園スタジオ、INFAS
- 演出：植木善晴、植松保弘、黒坂将司
- プロデューサー：挾間忠行
- 制作：フジテレビ、ジャパンPRODUCE